# Avançon (Ardenes)
Avançon és un municipi francès situat al departament de les Ardenes i a la regió del Gran Est. L'any 2007 tenia 318 habitants.

## Demografia

### Població
El 2007 la població de fet d'Avançon era de 318 persones. Hi havia 108 famílies de les quals 12 eren unipersonals (4 homes vivint sols i 8 dones vivint soles), 48 parelles sense fills i 48 parelles amb fills.
La població ha evolucionat segons el següent gràfic:
Habitants censats

### Habitatges
El 2007 hi havia 121 habitatges, 111 eren l'habitatge principal de la família, 4 eren segones residències i 6 estaven desocupats. 120 eren cases i 1 era un apartament. Dels 111 habitatges principals, 91 estaven ocupats pels seus propietaris, 16 estaven llogats i ocupats pels llogaters i 4 estaven cedits a títol gratuït; 1 tenia dues cambres, 8 en tenien tres, 19 en tenien quatre i 83 en tenien cinc o més. 95 habitatges disposaven pel capbaix d'una plaça de pàrquing. A 38 habitatges hi havia un automòbil i a 70 n'hi havia dos o més.

### Piràmide de població
La piràmide de població per edats i sexe el 2009 era:
| Homes | Edats   | Dones |
| ----- | ------- | ----- |
| 0     | 95 o +  | 0     |
| 0     | 90 a 94 | 0     |
| 0     | 85 a 89 | 0     |
| 0     | 80 a 84 | 4     |
| 4     | 75 a 79 | 16    |
| 8     | 70 a 74 | 4     |
| 0     | 65 a 69 | 4     |
| 4     | 60 a 64 | 4     |
| 4     | 55 a 59 | 4     |
| 16    | 50 a 54 | 20    |
| 16    | 45 a 49 | 16    |
| 20    | 40 a 44 | 4     |
| 0     | 35 a 39 | 8     |
| 16    | 30 a 34 | 12    |
| 20    | 25 a 29 | 16    |
| 8     | 20 a 24 | 4     |
| 12    | 15 a 19 | 12    |
| 16    | 10 a 14 | 24    |
| 8     | 5 a 9   | 16    |
| 12    | 0 a 4   | 4     |

## Economia
El 2007 la població en edat de treballar era de 203 persones, 140 eren actives i 63 eren inactives. De les 140 persones actives 131 estaven ocupades (78 homes i 53 dones) i 9 estaven aturades (2 homes i 7 dones). De les 63 persones inactives 24 estaven jubilades, 24 estaven estudiant i 15 estaven classificades com a «altres inactius».

### Ingressos
El 2009 a Avançon hi havia 111 unitats fiscals que integraven 311,5 persones, la mediana anual d'ingressos fiscals per persona era de 18.430 €.

### Activitats econòmiques
Dels 11 establiments que hi havia el 2007, 1 era d'una empresa alimentària, 1 d'una empresa de fabricació d'altres productes industrials, 2 d'empreses de construcció, 5 d'empreses immobiliàries, 1 d'una empresa de serveis i 1 d'una empresa classificada com a «altres activitats de serveis».
Dels 2 establiments de servei als particulars que hi havia el 2009, 1 era una fusteria i 1 lampisteria.
L'any 2000 a Avançon hi havia 8 explotacions agrícoles.

## Equipaments sanitaris i escolars
El 2009 hi havia una escola elemental integrada dins d'un grup escolar amb les comunes properes formant una escola dispersa.

## Poblacions més properes
El següent diagrama mostra les poblacions més properes.